# Comando de Aeródromo A (o) 21/VII
El Comando de Aeródromo A (o) 21/VII (Flieger-Horst-Kommandantur A (o) 21/VII) fue una unidad de la Luftwaffe durante la Segunda Guerra Mundial.

## Historia
Fue formado el 15 de junio de 1944 en Giessen, a partir del Comando de Aeródromo A (o) 5/XII.

## Comandantes
- Mayor Helmut Petzold – (1 de diciembre de 1944 – 8 de mayo de 1945)

## Servicios
- junio de 1944 – abril de 1945: en Giessen bajo el Comando de Base Aérea 13/VII.

## Orden de Batalla

### Unidades Adheridas
- Comando de Pista de Aterrizaje Merzhausen (en septiembre de 1944)
- Comando de Pista de Aterrizaje Nidda (en septiembre de 1944)